# Steve Atwater
Stephen Dennis Atwater (nascido em 28 de outubro de 1966, em Chicago) é um ex-jogador de futebol americano que atuou boa parte de sua carreira como free safety pelo Denver Broncos da National Football League (NFL) entre 1989 e 1998. Atwater e Dennis Smith formaram uma dupla na secundária dos Broncos conhecida por sua ferocidade em acertar os adversários. Ele acabou sendo oito vezes selecionado para o Pro Bowl e foi campeão de dois Super Bowl (XXXII e XXXIII). Quando se aposentou, foi aceito no Pro Football Hall of Fame em 1 de fevereiro de 2020.